# Cabra (kommunhuvudort)
Cabra är en kommunhuvudort i Spanien.   Den ligger i provinsen Province of Córdoba och regionen Andalusien, i den södra delen av landet, 300 km söder om huvudstaden Madrid. Cabra ligger 458 meter över havet och antalet invånare är 21 352.
Terrängen runt Cabra är kuperad åt nordost, men åt sydväst är den platt.Runt Cabra är det ganska tätbefolkat, med 62 invånare per kvadratkilometer. Närmaste större samhälle är Lucena, 8,0 km sydväst om Cabra. Trakten runt Cabra består till största delen av jordbruksmark.